# Шамординский монастырь
Казанская Амвросиевская пустынь (неофициальное название Ша́мординский монастырь) — ставропигиальный женский монастырь Русской православной церкви, расположенный рядом с деревней Шамордино Калужской области, в 12 км к северу от Оптиной пустыни. В административно-территориальном отношении числится как село Старое Шамордино.

## История

### Основание и первые годы
Казанская женская община (не монастырь) в сельце Шамордино, в имении умершей вдовы надворного советника Ключаревой, была учреждена определением Святейшего синода от 13—20 июня 1884 года № 1216.
22 августа (3 сентября) 1884 София Болотова подала прошение на имя епископа Калужского и Боровского Владимира (Никольского) с просьбой о вступлении в общину.
Со своей стороны, настоятель Оптиной пустыни преподобный Исаакий I и духовник Софии преподобный Амвросий Оптинский направили епископу Калужскому и Боровскому Владимиру представление к утверждению матушки Софии настоятельницей строящейся общины, приложив к этому рекомендательное письмо:
Вашему Преосвященству угодно знать наше мнение о Софье Михайловне Астафьевой, способна ли она быть Настоятельницей новой Казанской общины. Хотя Софья Михайловна делом ещё и не проходила монашескую жизнь, но довольно понимает и монашество и хозяйственную часть, и сестры новой общины очень расположены к ней, так, что и теперь беспрекословно повинуются её распоряжениям.
Последнее формальное препятствие было устранено, когда 4 (16) сентября 1884 София была пострижена в монахини Амвросием Оптинским, позже он постриг её в мантию с сохранением имени София.
Стараниями старца вскоре была создана первая церковь обители, и 25 сентября (7 октября) 1884 игумен Исаакий и матушка София направили рапорт на имя епископа Калужского и Боровского Владимира об окончании внутреннего устройства деревянной церкви и о готовности её к освящению. Она была освящена 1 (14) октября 1884 года, этот день считается днём создания обители. Монахиня София стала первой настоятельницей монастыря.

В первое время положение дел в обители было непростым: 
Небогатое достоянье досталось первой настоятельнице матери Софии: — деревянный дом, с домашней церковью, да несколько деревянных хижин для жилья сестрам. Вот и все! Ни денег, ни имущества, никаких-нибудь запасов, а, между тем, население общины с каждым днем все увеличивалось. — Много посылал старец здоровых и крепких девушек, способных к работе, в монастырь, но не менее, (если не более), — больных, увечных, неспособных ни к какому труду. <…> население Шамордина все увеличивалось, а средства к существованию все уменьшались

Кроме этого, насущным было приобретение земельных участков для нормального существования монастыря, на что постоянно не хватало средств.
Несмотря на трудности хозяйствования, настоятельница София не забывала о духовной жизни общины. Под руководством старца Амвросия она устраивала духовную жизнь обители, подавая пример послушания, смирения и любви.
Понимая, что молитва есть главное монашеское делание, главной целью для себя матушка София поставила строительство большого каменного Казанского собора. Она руководила процессом разбивки собора и наблюдала за проектированием, для производства кирпича при ней был специально построен кирпичный завод. Она не только тратила на монастырь все свои личные средства, но и завещала обители всё своё состояние.
Было создано всё необходимое для существования обители: построены две деревянные часовни — во имя святителя Амвросия Медиоланского и преподобного Тихона Калужского. Была налажена хозяйственная жизнь монастыря: построены водокачка, многие хозяйственные постройки и сестринские келии. При Софии были устроены скиты, открыта богадельня, а также золотошвейная мастерская, и положено начало иконописной мастерской.
При монастыре в духе древних монастырских традиций, о которых говорили Отцы Церкви Василий Великий и Иоанн Златоуст, были открыты детские ясли и позже был открыт приют. При нём была начальная школа, в которой дети получали первоначальные знания: сёстры занимались с ними чтением, письмом и Законом Божиим.
На закате лет матушку Софию постригли в великую схиму. Смерть настоятельницы наступила 24 января 1888 года, в том году в общине было 250 сестёр.

### Расцвет монастыря в начале XX века
По кончине первой настоятельницы начальствование приняла другая духовная дочь старца — монахиня Евфросиния (Розова), управлявшая обителью до 14 апреля 1904 года.
Схимонахиня София прославлена в Соборе Тульских святых в 1987 году.
8 июля 1901 года община была возведена в степень монастыря и переименована в Казанскую Амвросиевскую пустынь.
Насельницей Шамординского монастыря была сестра отлучённого от церкви в 1901 году графа Льва Толстого Мария Толстая. В монастыре она и скончалась, за три дня до смерти приняв монашеский постриг.
24 октября 1902 года епископ Калужский Вениамин (Муратовский) освятил начатый строительством в 1889 году Казанский собор, сооружённый на средства благоустроителя монастыря — известного в России торговца чаем Сергея Перлова. Автор проекта собора — архитектор Сергей Шервуд. Собор вмещает до 5000 молящихся. Трапезная построена на рубеже XIX—XX веков по проекту архитектора Романа Клейна.
К 1918 году здесь подвизались более 800 сестёр. Имелась богадельня, больница, приют для девочек-сирот, несколько скитов.
В марте 1923 года обитель была окончательно закрыта и ликвидирована, все земли и угодья монастыря стали собственностью колхоза.

### Возрождение и восстановление
В марте 1990 года в обители начала возрождаться монашеская жизнь. Наместник Оптиной пустыни архимандрит Евлогий (Смирнов) обратился к патриарху Московскому и всея Руси Пимену с ходатайством об открытии Шамординского монастыря. 3 мая 1990 года патриарх Пимен подписал указ о возобновлении монастыря в Шамордине. За 20 дней храм в честь иконы Божией Матери «Утоли моя печали» был подготовлен к освящению, которое было совершено 27 мая 1990 года. В этот же день монахиня Рижского Свято-Троице-Сергиева монастыря Никона (Перетягина) была возведена в сан игумении.
В сохранившемся доме, возведённом над кельей преподобного Амвросия, устроен первый в России храм в честь преподобного Амвросия Оптинского. Храм был освящён патриархом Алексием II 28 июля 1996 года.
16 января 2019 года 22 здания Шамординского монастыря переданы в собственность Русской православной церкви.
- Храм в честь Пресвятой Троицы
- Казанский собор
- Храм в честь иконы Божией Матери «Утоли моя печали»
- Монастырская трапезная
- Монастырское строение
- Монастырская больница
- Дом купца Перлова

## Настоятельницы
- 1884—1888 — София (Болотова), схимонахиня[3]
- 1888—1904 — Евфросиния (Розова)[пол.], игумения
- 1904—1911 — Екатерина (Самбикина), игумения
- 1911—1919 — Валентина (Розанцева), игуменья
- 1990—2012 — Никона (Перетягина), игуменья
- с 30 мая 2014 года Сергия (Щербакова), игуменья [10]